# Trawel Fly

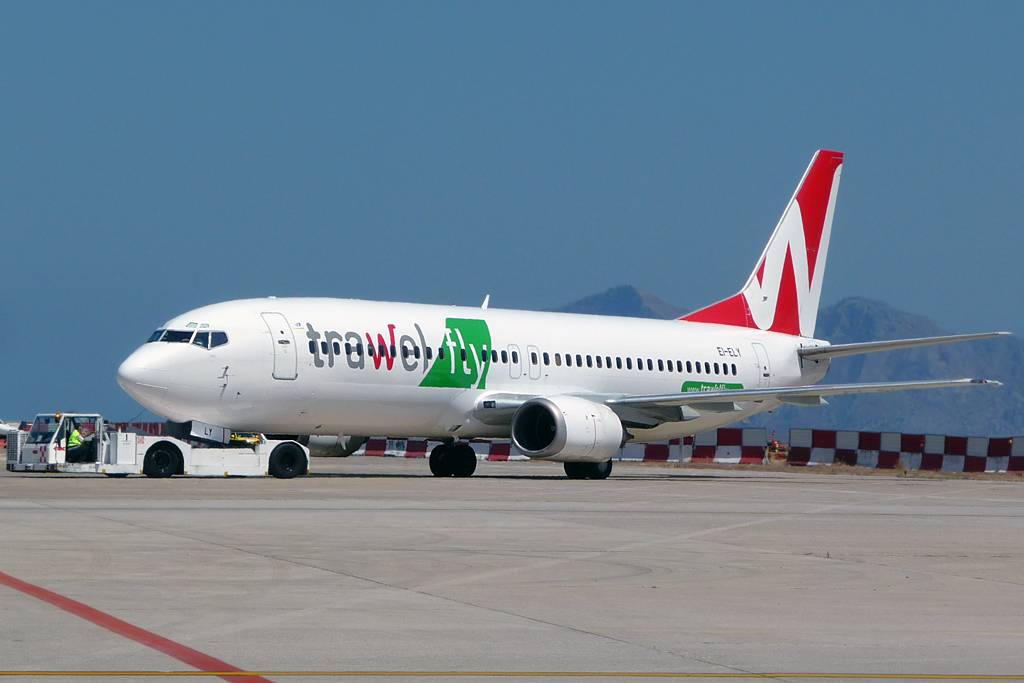
Boeing 737-700 Trawel Fly en Palermo.

Trawel Fly es una aerolínea con base en Orio al Serio, Italia.

## Destinos
Trawel Fly opera vuelos regulares a los siguientes destinos (en febrero de 2010):
- Francia
  - París - Aeropuerto de París-Charles de Gaulle
- Italia
  - Catania - Aeropuerto de Catania-Fontanarossa
  - Milán - Aeropuerto de Bérgamo-Orio al Serio base
  - Nápoles - Aeropuerto de Nápoles
  - Olbia - Aeropuerto de Olbia - Costa Smeralda [estacional]
  - Reggio Calabria - Aeropuerto de Reggio Calabria

## Flota
La flota de Trawel Fly incluye las siguientes aeronaves (en febrero de 2010):
- 1 Boeing 737-300 (operado por Astraeus)